# AN/ASQ-153

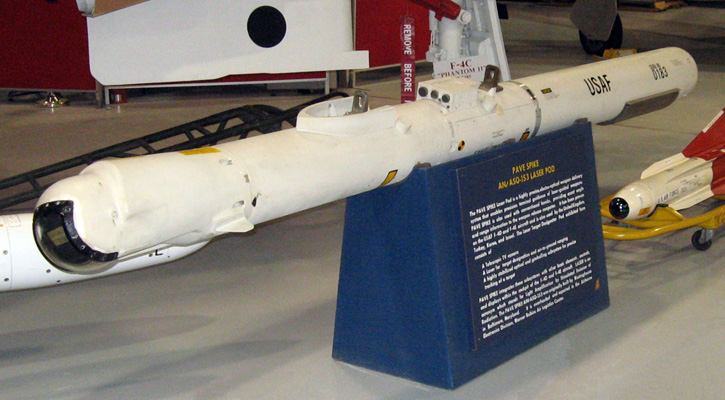
AN/ASQ-153 ペイブ・スパイク

AN/ASQ-153 ペイブ・スパイク（Pave Spike）とは、アメリカ合衆国のウェスティングハウスが開発した照準ポッドである。電子機器識別番号はAN/AVQ-23とする資料もある。

## 概要
AN/AVQ-10 ペイブ・ナイフの後継として開発され、本体重量は420ポンド (190 kg)に抑えられた。

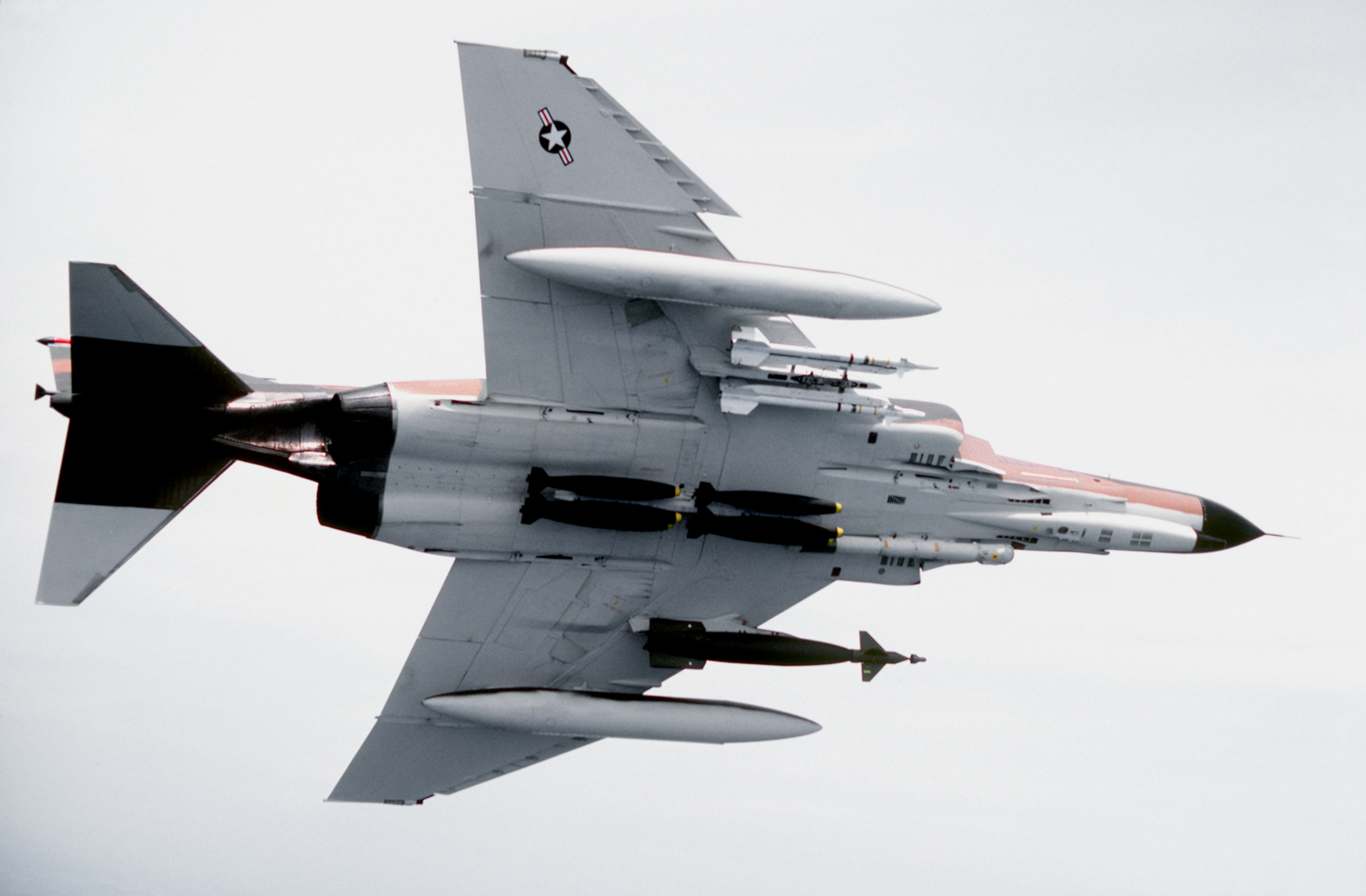
F-4Eの胴体下部、前方左側のAIM-7 スパロー用兵装ステーションに、AN/ASQ-153 ペイブ・スパイクが搭載されている

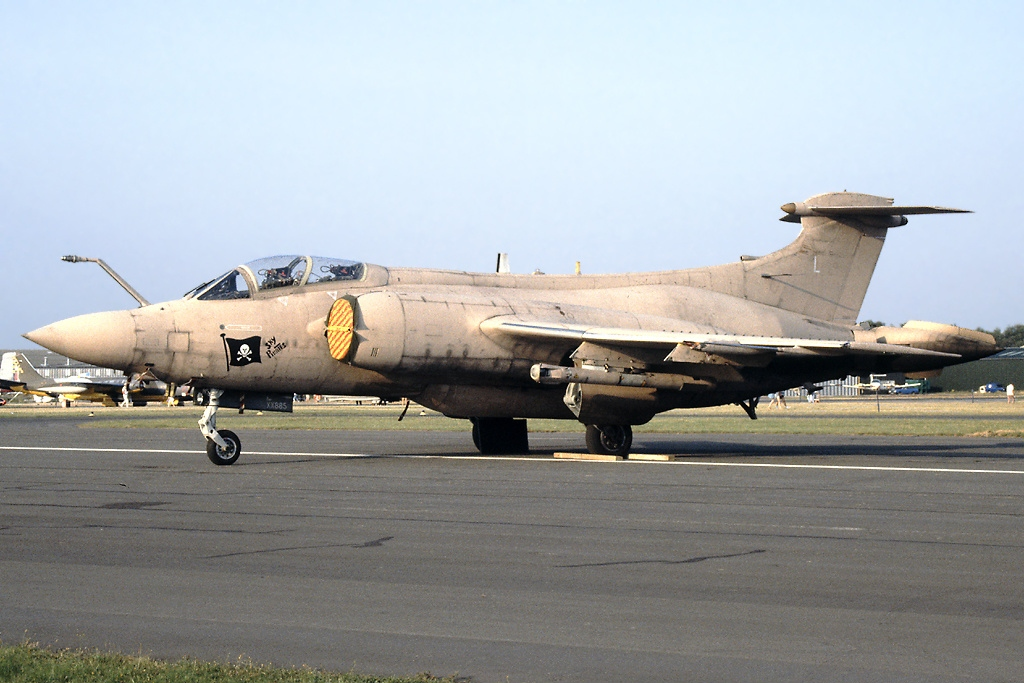
バッカニアS.2Bの左主翼内側ハードポイントに、ペイブ・スパイクが搭載されている

電子光学式の赤外線画像による標的識別を行った後、レーザーを照射しての標的指示・測距・追尾を行い、レーザー誘導爆弾や従来型兵装による対地攻撃を行う。追尾自体は標的識別を行う後席搭乗員が、後席計器盤のモニターに表示された赤外線画像を見ながらマニュアル操作で行う。また本機は、夜間などの視界の悪い時には使えない。
アメリカ空軍ではF-4D/Eに搭載され、1974年から1989年まで運用されていた。
イギリス空軍でも輸出型のAN/ASQ-153(E)を1978年に導入し、バッカニアS.2Bにこれを運用するための改修が行われた。バッカニアS.2Bの後席には元々AJ.167 マーテル ビデオ誘導式空対地ミサイルの誘導用モニターが設置されていたため、標的識別・追尾のための画像表示に流用された。
1991年の湾岸戦争においては、アメリカ空軍はレーザー誘導爆弾の誘導にはF-111Fが装備するAN/AVQ-26 ペイブ・タックとF-15Eが装備するLANTIRNを運用し、イギリス空軍のみがペイブ・スパイクを運用した。イギリス空軍の精密爆撃ミッションではレーザー照射・目標指示担当のバッカニア1機とペイブウェイ レーザー誘導爆弾を携行・投下するトーネードGR.1 2機の3機編隊を2組配置した、計6機編隊で作戦を行った。